# Кымджонгу
Район Кымджон (кор. 금정구?, 金井區? Кымджонгу, новая романизация корейского языка: Geumjeong-gu) — муниципальный район в северной части города-метрополии Пусан (Республики Корея). Обладает статусом самоуправления. Примерно 7,3 % населения Пусана в этом районе. Кымджон-гу образован в 1988 году путём выделения из Тоннэ-гу.

## География
Водохранилище Хведон (кор. 회동수원지) находится на восточной границе района, и гора Кымджонсан (кор. 금정산) на западе. Из-за этого 75 % земли района ограничен от жилой застройки. Население района сосредоточена в долине ручья Ончхончхон (кор. 온천천), впадающей на Суёнган (кор. 수영강).

## Инфраструктура
Учебные заведения в районе: Пусанский национальный университет — один из самых известных и престижных национальных университетов наряду с Сеульским национальным университетом, Пусанский университет иностранных языков — один из ведущих корейских высших учебных заведений в области международных отношений и иностранных языков, Пусанский католический университет, колледж Тэдон и колледж Чисан.
Известные достопримечательности включают буддийский храм Помоса, датируемый к династии Силла и Кымджонсан, горы с видом большая часть района. Гора Кымджонсан возглавляет крепость Кымджонсансон (кор. 금정산성), которая была построена в эпоху династии Чосон и самая большая крепость в Корее.
Кымджон-гу служит связующей транзитных связей между центре Пусана и остальной Корее. Северный конец 1-й линии Пусанского метрополитена линии 1 находится в Нопхо-доне (кор. 노포동), где она примыкает крупный терминал экспресс-автобусов Пусана.